# Amt Burgellern

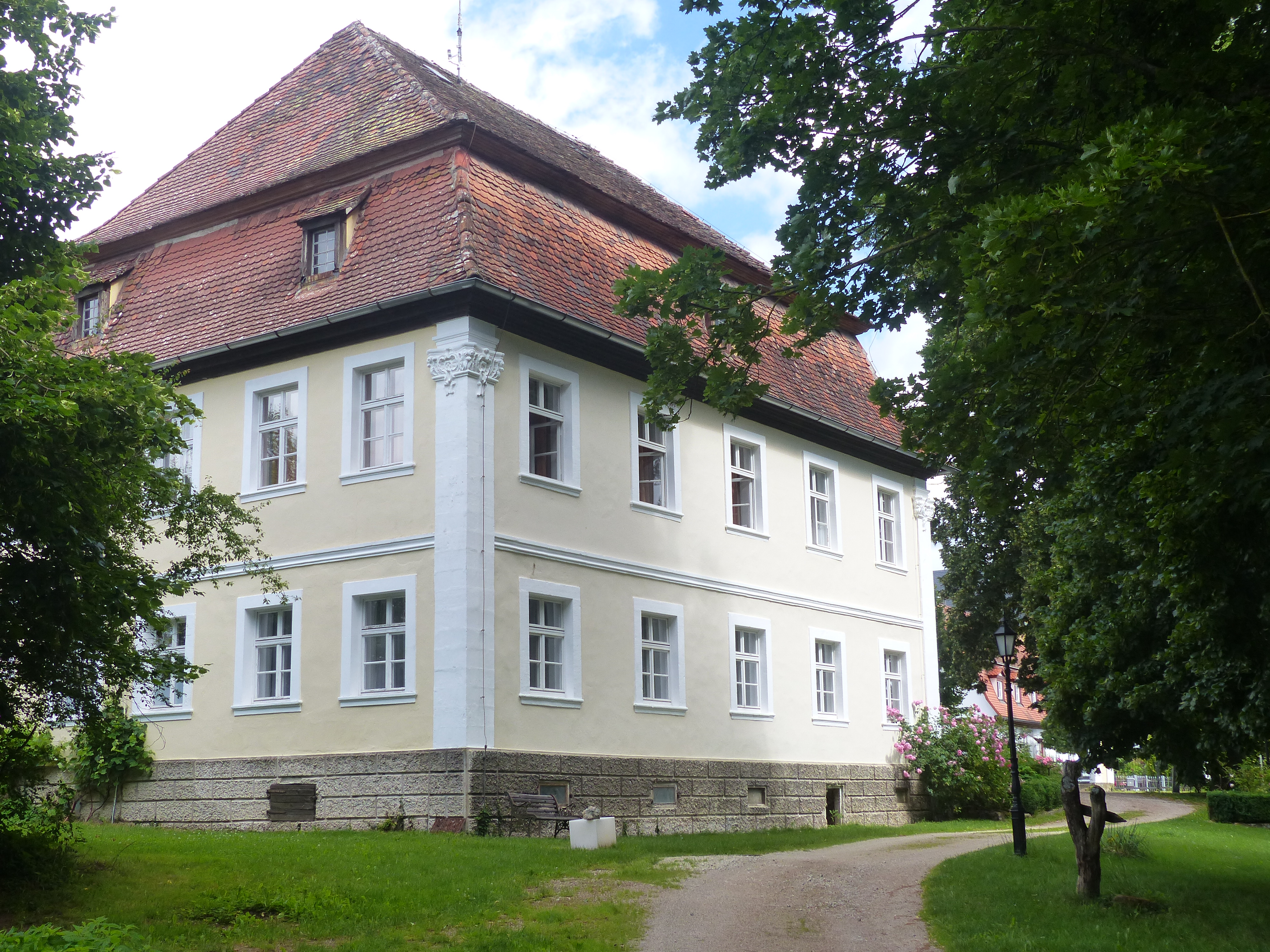
Das ehemalige Amtshaus Burgellern, der einstige Verwaltungssitz des Amtes Burgellern

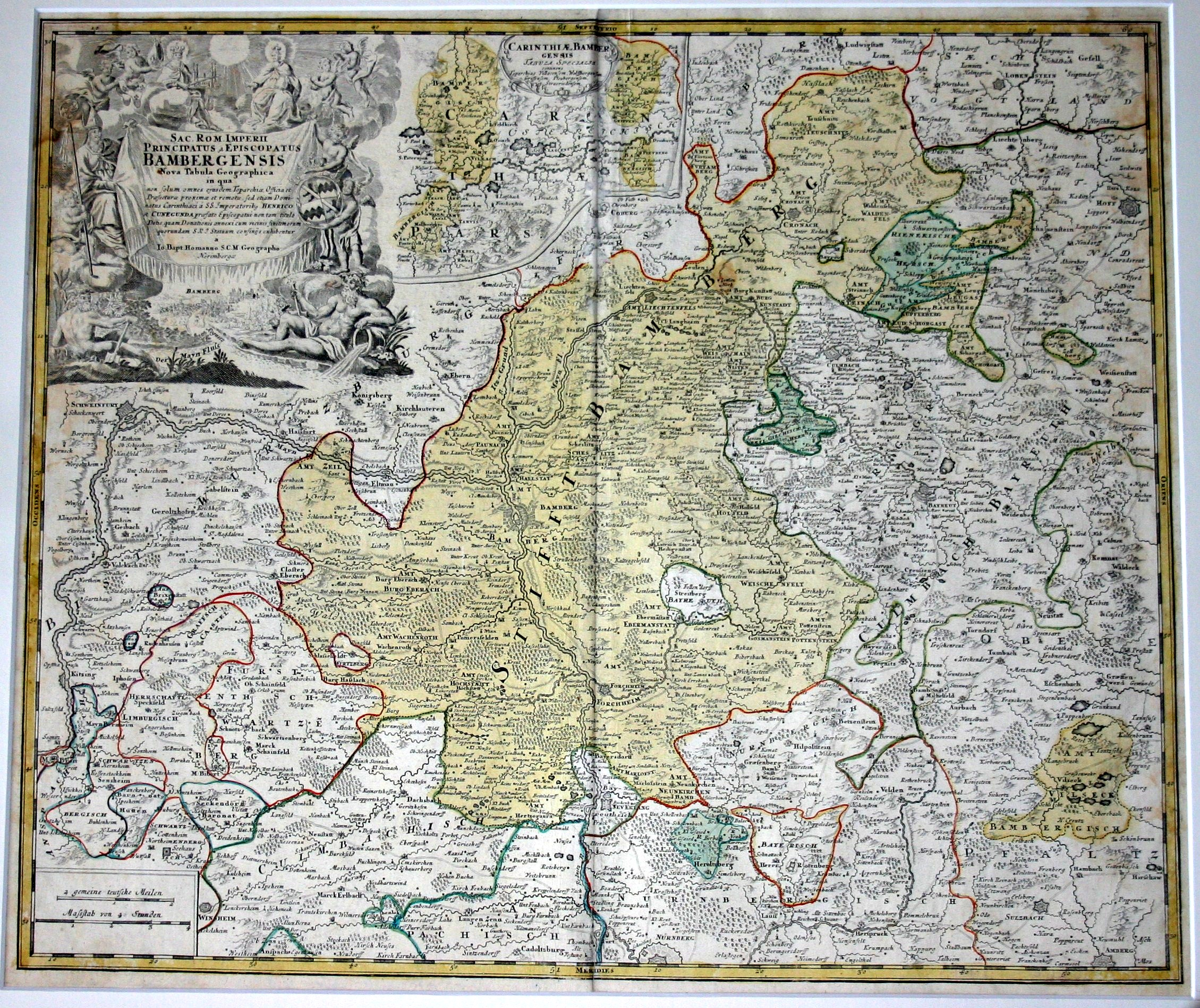
Das Territorium des Hochstiftes Bamberg

Das Amt Burgellern (bzw. auch Dompropsteiamt Burgellern) war ein Mediat des Hochstifts Bamberg, eines reichsunmittelbaren Territoriums im Heiligen Römischen Reich. Das dem Fränkischen Reichskreis zugeordnete Hochstift Bamberg war ein geistliches Fürstentum (Hochstift), das bis 1802 existierte.

## Geografie
Das im Nordosten des Bamberger Herrschaftsgebietes gelegene Amt war eines der kleinsten hochstiftischen Ämter und war nahezu vollständig von anderen bambergischen Ämtern umgeben. Dabei handelte es sich hauptsächlich um die Ämter Scheßlitz und Memmelsdorf bzw. Teilgebiete (Exklaven) davon. Einziges fremdherrisches Nachbarterritorium war das um Burglesau gelegene Rittergut Burglesau, das den Freiherrn Egloffstein zu Kunreuth unterstand und zum Kanton Gebirg des Fränkischen Ritterkreis gehörte.

## Geschichte
Der Kern des Burgellerner Amtes war vermutlich mit einer Ortschaft namens „Alren“ identisch. Dieser nicht näher bezeichnete Ort wurde im Jahr 1137 durch Bischof Otto von Bamberg zurückgekauft. Später wurde Burgellern als ein Rittergut genannt, das sich im Besitz der Adelsfamilie der Förtsche von Thurnau befand. Im Jahr 1565 gelangte es in bambergischen Besitz, als es von den Erben von Georg Förtsch von Peesten an das Hochstift verkauft wurde. Sechs Jahre später wurde es von diesem für 10.500 Rheinische Gulden an die Bamberger Dompropstei weiterverkauft, womit es zu einem hochstiftischen Mediat wurde.

## Struktur
Die Verwaltung bestand aus einem Vogteiamt und einem Steueramt.

### Amtssitz
Der Verwaltungssitz des Dompropsteiamtes befand sich auf dem in der zweiten Hälfte des 18. Jahrhunderts im Schlosspark von Burgellern errichteten Amtshaus Burgellern.

### Amtspersonal
Die Amtsleitung bildete ein dompropstischer Amtsverweser bzw. Dompropsteiamtsvogt, der auch als fürstlicher Steuereinnehmer fungierte. Unterstützt wurde dieser in seinen Amtsgeschäften durch einen Amtsknecht. 

### Vogteiamt
Das Vogteiamt Burgellern war eines der 54 Vogteiämter des Hochstifts Bamberg. Sein Vogteibezirk umfasste folgende Dorfmarkungen und Ortschaften, in denen die Dorf- und Gemeindeherrschaft (DGH) ausgeübt wurde:
- Burgellern[4][13][14]
- Doschendorf[15][16]
- Ehrl (gemeinsame Ausübung der DGH mit dem Vogteiamt Scheßlitz)[17][18]
- Schlappenreuth[19][20]
- Schneeberg (gemeinsame Ausübung der DGH mit den Grafen von Giech)[21][22]

Der Vogteibezirk des Amtes Burgellern befand sich nahezu vollständig innerhalb des Hochgerichtsbezirks des Centamtes Scheßlitz. In allen innerhalb dieses Bezirks gelegenen Orten war dem Dompropsteiamt vom Hochstift das Recht der Limitierten Cent zugestanden worden. Der Weiler Doschendorf lag hingegen im Zuständigkeitsbereich des Centamtes Memmelsdorf und in diesem Ort hatte das Dompropsteiamt auch nicht das Recht auf die Limitierte Cent durchsetzen können.

### Steueramt
Das Steueramt Burgellern war eines der 46 Steuerämter des Hochstifts Bamberg. Der räumliche Wirkungsbereich des Steueramtes war deckungsgleich mit dem des Burgellerner Vogteiamtes.
Die wirtschaftliche Bedeutung des Amtes für das Hochstift Bamberg war sehr gering, es wurde daher als Amt I. Klasse (von 5) geführt. Die Steuererträge des Dompropsteiamtes betrugen im Schnitt in der Amtszeit von Peter Philipp von Dernbach (1672–1683) 506 und in der Amtszeit von Marquard Sebastian Schenk von Stauffenberg (1683–1693) 487 fränkische Gulden pro Jahr (bei einem Gesamtdurchschnitt aller Ämter von 2290 bzw. 1943 fränkischen Gulden).

## Persönlichkeiten

### Dompropsteiamtsvögte
- Adam Albert Supper (1774)[24]
- Johann Bernard Benedict Wolf (1796)[10][9]